# Aspirinato di rame
L'acetilsalicilato o aspirinato di rame è un composto chelato del catione rame (II) (Cu2+), da parte di quattro molecole di acido acetilsalicilico. Viene usato come pigmento colorante in massa di alcune materie plastiche. È stato sperimentato nella cura dell'artrite reumatoide.

## Preparazione
L'aspirinato di rame più essere preparato con diversi metodi. Un modo per prepararlo è dissolvere un eccesso di acido acetilsalicilico in soluzione acquosa di carbonato di sodio. L'idrossido di sodio non è adatto a questo scopo, perché l'elevato pH idrolizzerebbe il gruppo estere dell'acido acetilsalicilico (ASA) in acido salicilico e acetato di sodio.
2 HC9H7O4 + Na2CO3 → 2 NaC9H7O4 + CO2↑ + H2O
La soluzione risultante deve essere filtrata per rimuovere tutto l'acido acetilsalicilico non dissolto e deve essere unita a una soluzione contenente cationi di Cu2+ (è preferibile il solfato di rame), precipiteranno così immediatamente brillanti cristalli blu di aspirinato di rame. I cristalli possono essere filtrati dalla soluzione, lavati, e asciugati.  Un eccesso di acido acetilsalicilico deve essere usato nel primo passo, perché elimina la possibilità che il carbonato non reagito precipiti il rame in forma di idrossido o carbonato.
4 NaC9H7O4 + 2 CuSO4 → C36H28Cu2O16↓ + 2 Na2SO4

## Medicina
L'aspirinato di rame è stato sperimentato nel trattamento dell'artrite reumatoide.

## Altri usi
È stato studiato l'uso di questo composto come pigmento nel PVC e polistirene.